# Nicolás Fernández de Moratín

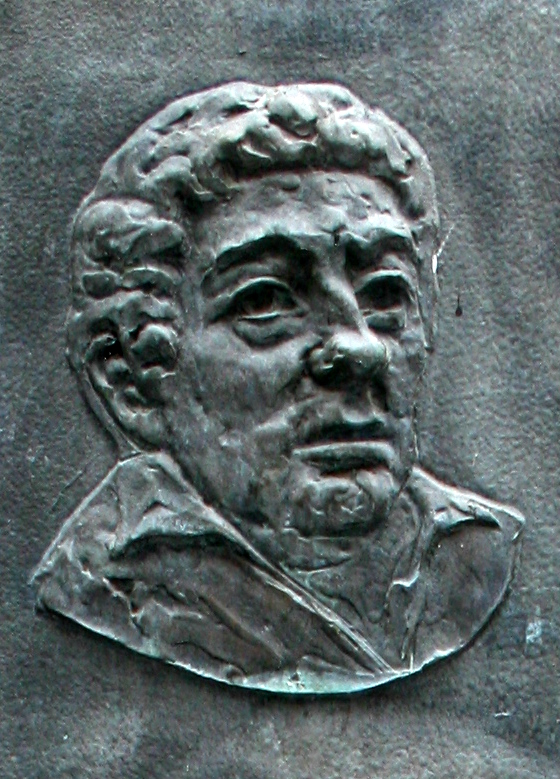
Nicolás Fernández de Moratín

Nicolás Fernández de Moratín, född den 20 juli 1737 i Madrid, död den 11 maj 1780, var en spansk skald och skriftställare. Han var far till Leandro Fernández de Moratín.
Fernández de Moratín skrev komedin La petimetra (1762), tragedin Lucrecia och Desengaños al teatro español, tre uppsatser om brister och ihåligheter inom den gamla såväl som den dåtida spanska dramatiken, vilka framkallade många motskrifter. Följde så skaldestycket La Diana ó Arte de la caza och tragedin Hormesinda, som endast genom greve Arandas protektion kunde komma till uppförande, och trots alla intriger från litterärt och klerikalt håll hade stor framgång. Av övriga arbeten är att nämna tragedin Guzmán el Bueno (1777) och eposet Las naves de Cortés. Trött på de litterära motigheterna, ägnade sig Fernández de Moratín åt advokatyrket, men skrev därunder en del lyrik.